# Антоніо Леньяні
Антоніо Леньяні (італ. Antonio Legnani, 28 січня 1888, Асті - 20 жовтня 1943, Лонато-дель-Гарда)  - італійський адмірал, учасник Першої та Другої світових воєн.

## Біографія
Антоніо Леньяні народився 28 січня 1888 року в Асті. У 1905 році вступив до Військово-морської академії в Ліворно, яку закінчив у званні гардемарина. Під час італійсько-турецької війни  (1911-1912) у взанні молодшого лейтенанта ніс службу на борту гідрографічного судна «Стафетта», яке діяло в Червоному морі. Під час війни отримав звання лейтенанта і був призначений помічником капітана канонерського човна «Джуліана».

### Перша світова війна
Після вступу Італії у Першу світову війну Антоніо Леньяні ніс службу переважно на допоміжних крейсерах. Він брав участь в операціях  біля узбережжя Албанії, за що був нагороджений Срібною медаллю «За військову доблесть». У 1917 році був призначений капітаном підводного човна «Аргонаута», здійснивши на його борту 30 місій, за що був нагороджений Бронзовою медаллю «За військову доблесть».

### Міжвоєнний період
Після закінчення війни Антоніо Леньяні у званні капітана III рангу ніс службу на військово-морських базах Італії в Егейському морі - Кастелорізо, пізніше в Порталаго на Леросі. У 1926 році отримав звання капітана II рангу і був призначений першим капітаном підводного човна «Веттор Пізані», будівництво якого якраз завершувалось. Пізніше командував крейсером-скаутом «Венеція». З 1930 року командував підводним човном «Лучано Манара».
З 1931 року ніс службу в генеральному штабі флоту. У 1933 році отримав звання капітана I рангу. Протягом 1934-1935 років командував крейсером «Альберіко да Барбіано». Згодом був начальником штабу 9-ї морської дивізії. У 1936 році командував крейсером «Пола».
У 1937 році отримав звання контрадмірала. До 1939 року командував підводними силами італійського флоту. У цей період він керував, у тому числі, таємними операціями  італійських підводних човнів під час Громадянської війни в Іспанії, за що був нагороджений Савойським військовим орденом.
5 серпня 1939 року Антоніо Леньяні отримав звання дивізійного адмірала і був призначений командувачем 8-ї дивізії крейсерів (флагманський корабель «Дука дельї Абруцці»).

### Друга світова війна
Після вступу Італії у Другу світову війну 10 червня 1940 року Антоніо Леньяні на чолі 8-ї дивізії крейсерів брав участь у боях біля Калабрії та біля мису Матапан. За участь у них він був удостоєний звання офіцера Савойського військового ордена.
У грудні 1941 року замінив адмірала Маріо Фаланголу на посаді командувача підводними силами італійського флоту. 1 січня 1942 року отримав звання ескадреного адмірала. Перебував на цій посаді до капітуляції Італії 8 вересня 1943 року. Після цього він продовжив співпрацю з нацистами і перейшов на сторону Італійської соціальної республіки. 
20 жовтня 1943 року Антоніо Леньяні загинув в автомобільній аварії поблизу Лонато-дель-Гарда.

## Особисте життя
Антоніо Леньяні був одружений з Франкою Мароні Понті (італ. Franca Maroni Ponti). Їхній син Еміліо Леньяні також обрав кар'єоу військового моряка. Він брав участь у Другій світовій війні і був нагороджений Золотою медаллю «За військову доблесть».

## Нагороди

### Італійські
- Срібна медаль «За військову доблесть» (нагороджений тричі)
- Бронзова медаль «За військову доблесть»  (нагороджений тричі)
- Хрест «За військові заслуги»
- Кавалер Савойського військового ордена
- Офіцер Савойського військового ордена
- Командор Ордена Святих Маврикія та Лазаря
- Великий офіцер Ордена Корони Італії
- Пам'ятна медаль Італо-австрійської війни 1915—1918
- Медаль «В пам'ять об'єднання Італії»
- Медаль Перемоги

### Іноземні
- Залізний Хрест 2-го класу (Німеччина)